# Psychomyia martynovi
Psychomyia martynovi är en nattsländeart som beskrevs av Hwang 1957. Psychomyia martynovi ingår i släktet Psychomyia och familjen tunnelnattsländor. Inga underarter finns listade i Catalogue of Life.